# Železniční trať Humenné–Stakčín
Železniční trať Humenné–Stakčín (v jízdním řádu pro cestující označená číslem 196) je jednokolejná železniční trať na východním Slovensku. Trať začíná v železniční stanici Humenné, za zastávkou Humenné mesto se odděluje od trati Michaľany–Łupków a vede přibližně východním směrem přes Kamenicu nad Cirochou a Sninu do Stakčína.

## Historie
Nejstarší plány na stavbu železnice z Humenného (maďarsky Homonna) na východ do Sniny a Polonin sahají do 90. let 19. století. Koncese na stavbu trati o délce necelých 27 kilometrů a vedoucí až do Stakčína na úpatí Bukovských vrchů ale byla vydána až na počátku roku 1909. V plánech však bylo i další prodloužení až k vesnici Ruské. Budování prvního úseku, trasovaného v převážné většině údolím Cirochy, započalo vzápětí a trať byla předána do provozu dne 30. 11. 1909. Díky množství mostů, propustků (kterých je dohromady celkem 86) a dalších drobných zemních prací na stavbě se částka za stavbu vyšplhala až na 3 460 000 K. Ihned po otevření se trať stala důležitým faktorem při zvyšování hospodářské vyspělosti regionu a na pořad dne přišlo již zmiňované prodloužení dále do hor. Politická pochůzka proběhla roku 1910 a později byly provedeny i přípravné práce, vypuknutí první světové války ale veškerou činnost zastavilo. Poté, co se trať dostala na území nově vzniklého Československa, již všechny snahy o její prodloužení vyzněly naprázdno. Obec Ruské byla spolu s dalšími zlikvidována roku 1980 v souvislosti se stavbou přehradní nádrže Starina.

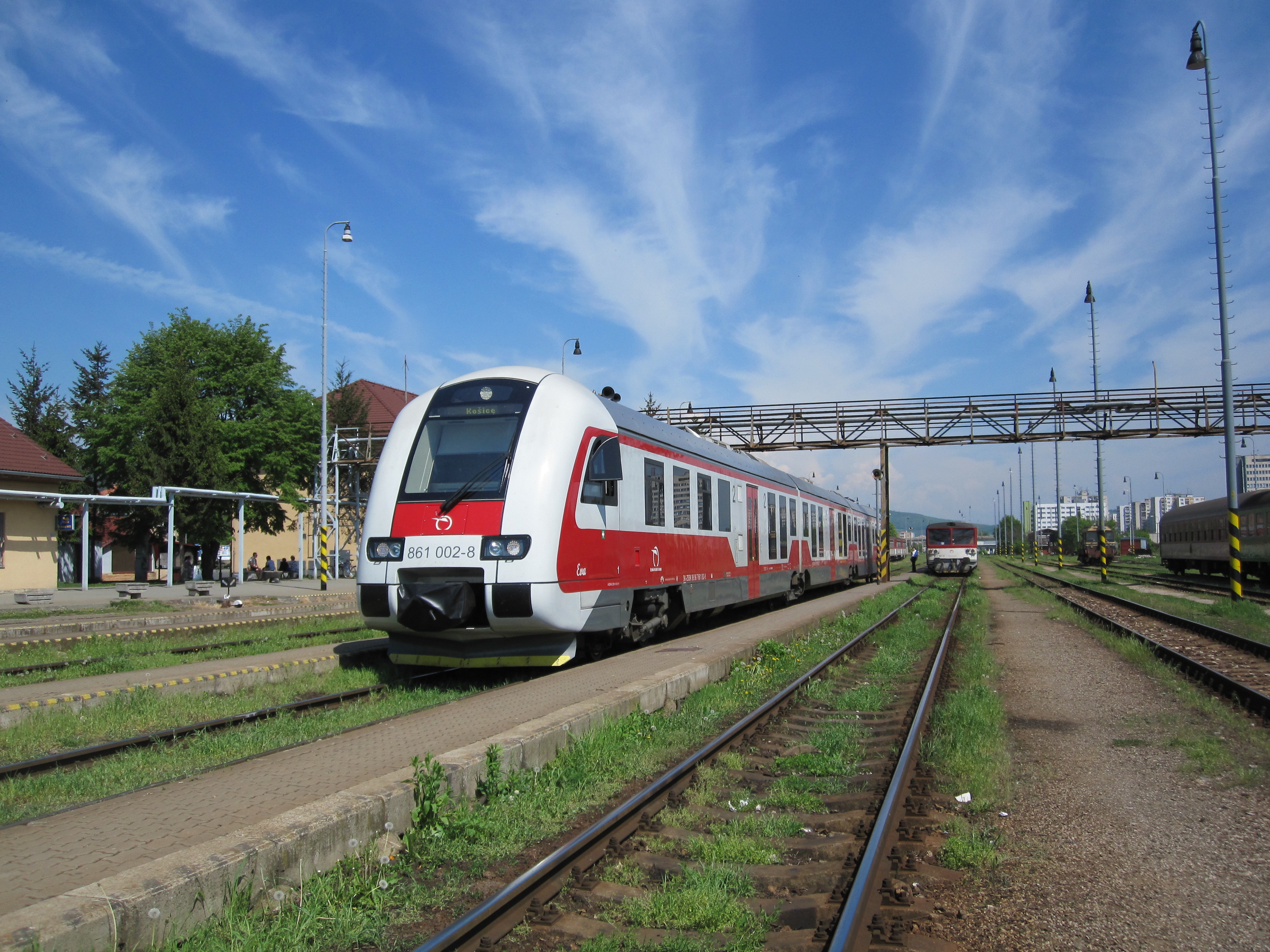
Motorová jednotka řady 861 v Humenném

Mezi lety 1939–1945 trať provozovaly Slovenské železnice, založené fašistickým Slovenským štátem. Ty na trati provedly rozsáhlou obnovu spojenou se zesílením svršku a traťová rychlost byla zvýšena v některých úsecích až na 70 km/h. Po osvobození se dráha opět vrátila do provozu ČSD. Frekvence dopravy v poválečné éře postupně vzrůstala a i díky rozvíjejícímu se průmyslu (například n.p. Vihorlat Snina) prosperovala i nákladní doprava. Od roku 1990 opět především provoz nákladních vlaků poklesl a nyní je zajišťován pouhým jedním párem manipulačních vlaků denně.

## Současnost

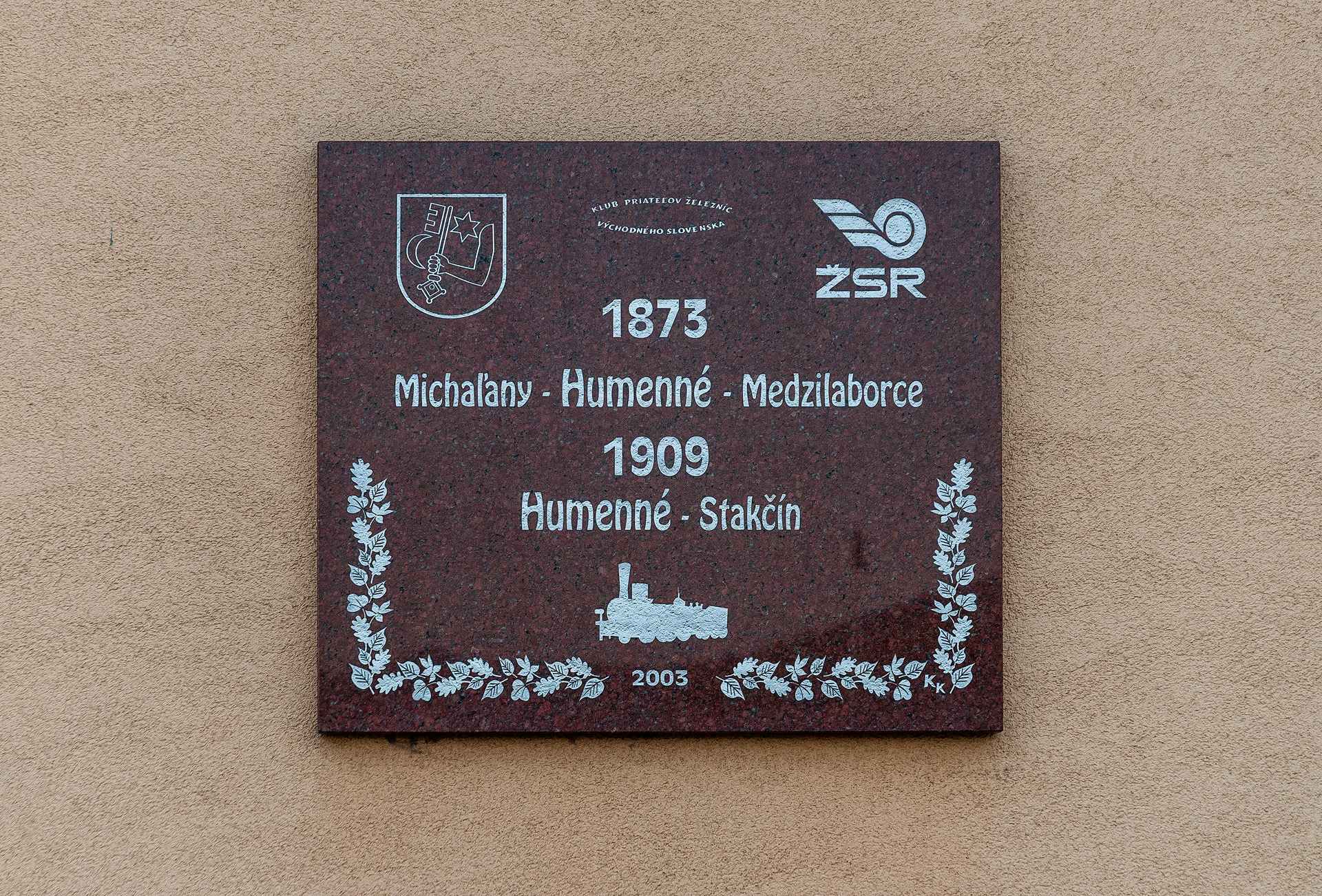
Pamětní deska k otevření trati

V současnosti je trať stále významnou spojnicí okresních měst Humenného a Sniny, zajišťující zároveň i dopravní obslužnost menších obcí na trase. Osobní vlaky jsou vedeny v celé délce až do Stakčína ve dvouhodinovém, ve špičkách až v hodinovém taktu. Nasazovány jsou na ně nové motorové jednotky řady 861 depa Humenné, některé posilové spoje jsou vedeny soupravami s lokomotivami řad 754 či 757.
Nejdůležitějším artiklem v nákladní dopravě je dřevo, těžené v okolních rozsáhlých lesích. Nakládáno je především ve stanicích Snina a Stakčín a odváženo na pily po celém Slovensku i v zahraničí. Jejich vedení zajišťují humenské stroje řad 751 nebo 752.